# 911 (canção de Lady Gaga)
"911" é uma canção gravada pela cantora norte-americana Lady Gaga para seu sexto álbum de estúdio, Chromatica (2020). Incluída como a oitava faixa do álbum, é precedida por uma orquestração, "Chromatica II", que faz a transição diretamente para o início da música. A canção foi escrita por Gaga, Justin Tranter, BloodPop e Madeon, tendo os dois últimos produzido a canção ao lado de Benjamin Rice. "911" foi anunciada como terceiro single de Chromatica em 18 e 25 de setembro de 2020 através das rádios francesas e italianas, respectivamente. O videoclipe da música foi lançado em formato de curta-metragem. Em 4 de dezembro de 2020, versões remixadas da canção por Sofi Tukker, Bruno Martini e Weiss, foram lançadas.
Partido do gênero euro disco, contém influências do funk e do techno,  onde Gaga retrata, no conteúdo lírico, sobre sua luta com antipsicóticos. A canção foi apresentada pela primeira vez ao vivo durante um medley no MTV Video Music Awards de 2020.

## Antecedentes e gravação

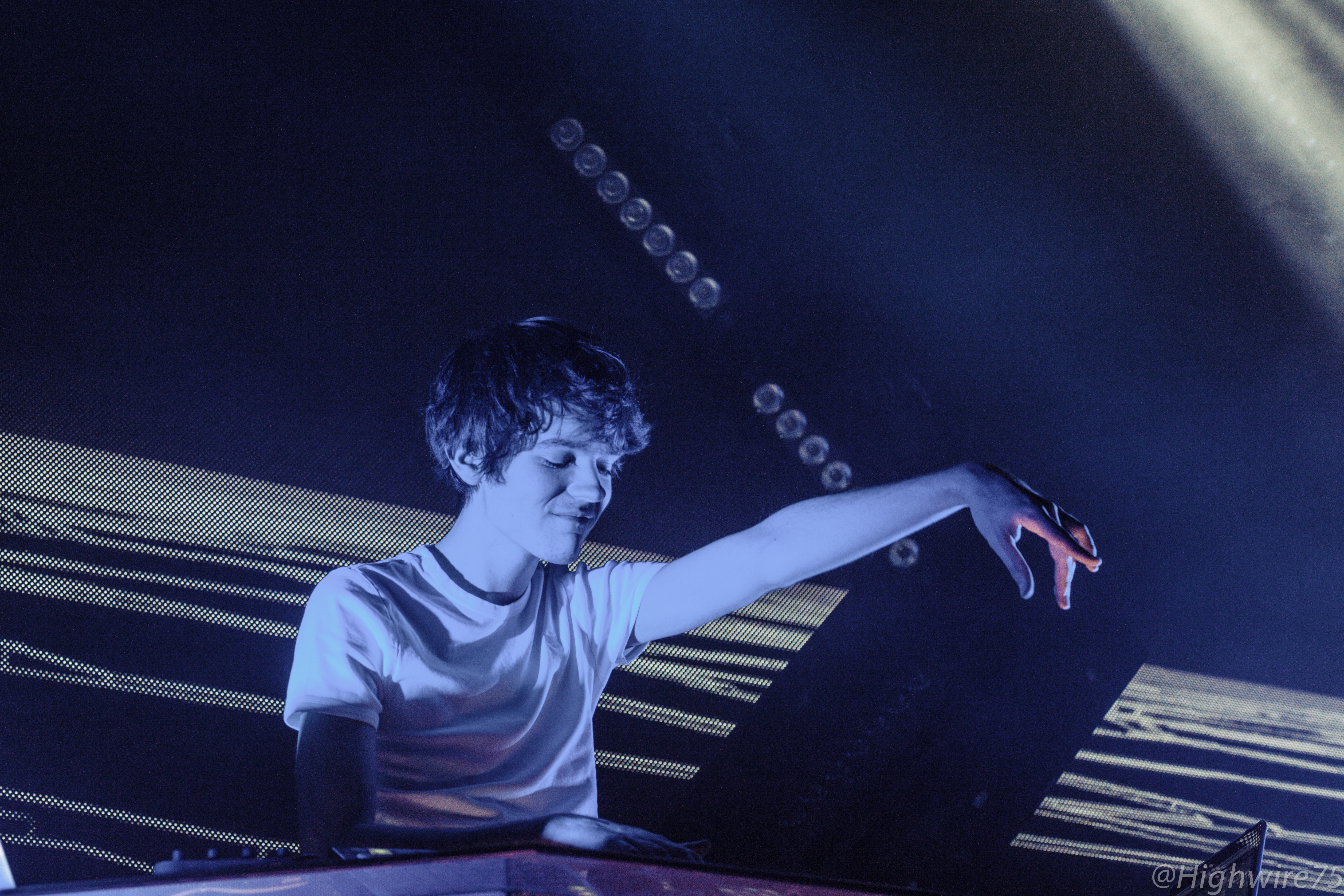
Madeon, co-produtor de "911", que trabalhou no Artpop (2013).

"911" retrata a relação de Gaga com a olanzapina, um medicamento antipsicótico. Quanto a isso, Gaga afirmou: "É sobre um antipsicótico que eu tomo. E é porque eu não posso controlar o que o meu cérebro faz a todo momento. Eu sei disso. E eu preciso tomar medicação para cessar esse processo." BloodPop, produtor da canção, também disse: "Para a maioria das pessoas, falar sobre medicação não é legal, mas isso é a realidade de grande parte da vida moderna daqueles que precisam. Essa era a sua verdade e ela quis escrever sobre isso, por mais que fosse doloroso "ir até lá". ["911"] mexeu comigo, de forma particular, justamente porque foi quando eu precisei de medicação para transtorno obsessivo-compulsivo e depressão."
Numa entrevista concedida à publicação Rolling Stone, BloodPop confirmou que, enquanto Gaga gravava a canção, a cantora insistiu que o estúdio ficasse quase totalmente escuro e que ela usasse uma peruca para se sentir como outra pessoa, pois queria "reviver cada parte da música". O co-escritor e produtor Madeon acrescentou que queriam manter a produção em silêncio porque "havia tanta vida e impacto nessas letras que você quer deixá-las respirar."

## Composição e letra
"911" é em grande parte uma Euro disco, synth-pop e electropop que mostra Gaga usando efeitos vocais monótonos robóticos em cima de sintetizadores industriais, um groove techno-funk e um refrão "trippy". Ao longo de ambos os versos, Gaga descreve como suas doenças mentais afetaram diretamente o mundo ao seu redor. No refrão, ela aceita e percebe totalmente sua doença mental, explicando que seu maior inimigo é, na verdade, ela mesma. As falas "Não consigo me ver chorar / Não consigo me ver chorar nunca mais / Não consigo me ver chorar / Não consigo me ver chorar / Este é o fim" são confirmadas como uma referência à diminuição das respostas emocionais que são um efeito colateral de seu medicamento. Leah Greenblatt da Entertainment Weekly comparou a música ao trabalho do duo francês de música eletrônica Daft Punk, enquanto Nick Smith do musicOMH notou semelhanças com "Speakerphone" de Kylie Minogue.

## Recepção crítica
Após o lançamento do álbum, "911" recebeu aclamação crítica. Spencer Kornaber, do The Atlantic, descreveu a canção como um dos momentos de destaque do álbum e que revela uma série de novas complexidades a cada escuta. Stephen Daw, da Billboard, classificou "911" como a terceira melhor faixa do álbum, elogiando a "produção profundamente satisfatória" e algumas das "composições ridiculamente inteligentes". Kory Grow, da Rolling Stone, afirmou que a canção "expõe a diferença entre The Buggles e Kraftwerk, filtrada pelo caleidoscópio de Gaga"; notou, ainda, que a artista atinge o seu melhor estado quando corre "riscos musicais", como na canção. Jeremy J. Fisette, da publicação Beats Per Minute, considerou "911" como a "canção mais forte do álbum". Tom Johnson, da revista eletrônica The Line of Best Fit, considerou a faixa como um dos destaques, ao lado de "Replay", elogiando a "honestidade e o aspecto meticuloso" de ambas.
Escrevendo para a publicação PopMatters, Evan Sawdey afirmou que, embora "Gaga ainda esteja se escondendo atrás de vocoders e inúmeros efeitos vocais",, a música é um dos melhores momentos do álbum, já que aborda "a vida real e as experiências" da artista. Caryn Ganz, do The New York Times, afirmou que a "monotonia intermitente" de "911" é um dos melhores momentos do álbum. Mikael Wood, do Los Angeles Times, chamou a canção de "cativante e bombástica". Sal Cinquemani, da Slant Magazine, considerou os "vocais distorcidos" e a "euforia pré-refrão" como parte da construção de um "contraste efetivo" na faixa. Em contrapartida, Dan Weiss, da Spin, criticou a canção por ser "tão proxila que você não consegue lembrar, ou mesmo encontrar, o gancho". Mark Richardson, do The Wall Street Journal, afirmou que "911", junto com "Enigma", "levam Gaga ao encontro de um estilo mais pretensioso de seus sucessos anteriores com menor efeito".

## Videoclipe

### Desenvolvimento e conceito
Gaga explica que o vídeo é sobre sua "experiência com a saúde mental e a forma como a realidade e os sonhos podem se interconectar para formar heróis dentro de nós e ao nosso redor." Nicola Formichetti equipou o vídeo. Ao longo do vídeo há referências de The Color of Pomegranates, um filme de arte soviético do cineasta armênio Sergei Parajanov. O pôster do filme também aparece na cena de rua no final do vídeo. Outras referências incluem 8½ de Federico Fellini e estilo de Arte Naïf de Frida Kahlo.
Durante uma entrevista para a Billboard, que foi publicada em 17 de setembro de 2020, Gaga confirmou que ela havia gravado o vídeo para a música em agosto. O videoclipe foi dirigido pelo cineasta Tarsem Singh. Ele estreou em 18 de setembro de 2020, no YouTube às 9h nos EUA.

### Enredo
O vídeo começa com Gaga em um deserto deitada na areia ao lado de uma bicicleta quebrada e romãs derramadas no chão. Uma pessoa vestida de preto cavalgando um cavalo preto a atrai para fora das dunas para uma mansão. Quando a música "911" começa, ela entra no pátio da mansão cheia de pessoas vestidas de maneira estranha, incluindo um homem batendo a cabeça em um travesseiro e uma mulher parecida com a Santa Muerte segurando uma múmia. Personagens adicionais chamam um curandeiro e uma enfermeira enquanto assistem Gaga se mover pelo pátio da mansão. O curandeiro e a enfermeira tentam se envolver com Gaga, mas ela continua se afastando deles. Mais tarde no vídeo, uma maca de ambulância é trazida atrás de Gaga. Ao cair da noite, todos estão dentro da mansão com Gaga no centro. Ela começa a chorar quando o curandeiro abre uma caixa semelhante a um desfibrilador. Depois que a música termina, ela acorda no mundo real com paramédicos tratando dela depois de ser ferida em um acidente de carro, onde Gaga foi atropelada enquanto andava de bicicleta na rua em frente à um cinema. Todas as imagens do mundo imaginário aparecem como outdoors na rua onde ocorreu o acidente, junto com as pessoas ao seu redor. O mundo deserto que ela imaginou acabou sendo o Parque Nacional White Sands no Novo México.
O vídeo utiliza uma ampla gama de simbolismos usados para indicar objetos do mundo real, como a pulseira de Gaga representando um torniquete e o espelho da enfermeira representando uma lanterna usada por paramédicos. Embora o mundo imaginário no videoclipe não seja estritamente inspirado em uma cultura singular, ele se inspira fortemente nas culturas armênia, mexicana e do sudoeste americano. Além de "911", o vídeo inclui os interlúdios orquestrais "Chromatica II" e "Chromatica III", os prelúdios de "911" e "Sine from Above", respectivamente.
Figurinos
Os figurinos apresentados no clipe fazem referência também  The Color of Pomegranates, mas também The Holy Mountain, de Alejandro Jodorowsky , 8 1/2,  de Federico Fellini e  carregam diálogo íntimo com as criações de Eiko Ishioka em A Cela (2000)  e Imortais (2011).
Também há certa referência nas cenas iniciais de 911 às cenas das primeiras intervenções à mente do paciente infantil que a personagem de Jay Lo acompanha, uma psiquiatra, analisa durante a película. Uma série de peças foi  encomendadas por Gaga, por seu diretor de moda Nicola Formichetti e a estilista Marta del Rio, segundo a Vogue. Também são da Vogue a informação de que "Johannes Warnke contribui com o look de abertura", e "Garo Sparro criou looks personalizados para vários performers que preenchem a mise en scène do clipe".

## Performances ao vivo
Em 30 de agosto de 2020, Gaga performou um medley com canções do álbum no MTV Video Music Awards de 2020, começando a apresentação com "Chromatica II" e "911". A performance começou com Gaga deitada em um sofá, assistindo a uma cerimônia do VMA dos anos 90. Ela então deslizou por um poste para uma sala cheia de manequins nus enquanto "Chromatica II" estava tocando. Enquanto os instrumentais seguiam para "911", ela se juntou a seus dançarinos de apoio para a apresentação coreografada. Durante toda a performance, utilizou máscara facial, em respeito às recomendações sanitárias da Organização Mundial da Saúde (OMS).

## Créditos
Os créditos abaixo foram extraídos do Tidal.
- Lady Gaga – vocais, composição
- BloodPop – produção, composição, baixo, bateria, violão, teclados, percussão
- Madeon – produção, composição, baixo, bateria, violão, teclados, percussão
- Justin Tranter – composição
- Benjamin Rice – produção vocal, mixagem
- Tom Norris – mixagem

## Desempenho nas tabelas musicais
| Tabela musical (2020)                             | Melhor posição |
| ------------------------------------------------- | -------------- |
| Austrália (ARIA)                                  | 76             |
| Canadá (Canadian Hot 100)                         | 85             |
| Escócia (Official Charts Company)                 | 64             |
| Estados Unidos (Billboard Bubbling Under Hot 100) | 1              |
| Estados Unidos (Billboard Dance/Electronic Songs) | 10             |
| França (SNEP)                                     | 141            |
| Grécia (IFPI)                                     | 81             |
| Itália (FIMI)                                     | 92             |
| Lituânia (AGATA)                                  | 61             |
| Nova Zelândia Hot Singles (Recorded Music NZ)     | 76             |
| Portugal (AFP)                                    | 84             |
| Reino Unido (UK Downloads Chart)                  | 98             |

## Histórico de lançamento
| Região | Data                   | Formato(s)                 | Versão              | Gravadora  | Ref.   |
| ------ | ---------------------- | -------------------------- | ------------------- | ---------- | ------ |
| França | 18 de setembro de 2020 | Rádios mainstream          | Original            | Universal  | [ 43 ] |
| Itália | 25 de setembro de 2020 | Rádios mainstream          | Original            | Universal  | [ 44 ] |
| Vários | 4 de dezembro de 2020  | Download digital streaming | Bruno Martini remix | Interscope |        |
| Vários | 4 de dezembro de 2020  | Download digital streaming | WEISS remix         | Interscope |        |
| Vários | 4 de dezembro de 2020  | Download digital streaming | Sofi Tukker remix   | Interscope |        |